# Arnoseris
Arnoseris is een geslacht uit de composietenfamilie (Asteraceae). Het geslacht telt een soort die voorkomt in Europa, Marokko en het Midden-Oosten. 

## Soorten
- Arnoseris minima (L.) Schweigg. & Körte - Korensla